# Kate Moyer
Kate Moyer (Toronto, Ontario, 2 de mayo de 2008) es una actriz canadiense.

## Carrera
De 2018 a 2022, Moyer interpretó a Heather Hobbie, la hermana menor de Holly Hobbie, en la serie Holly Hobbie, que se emitió en Hulu en los Estados Unidos y posteriormente en Family Channel en Canadá. Moyer también apareció como Olivia en la película de televisión A Christmas in Tennessee. En 2019, Moyer apareció como la joven Peggy en la película Buffaloed, siendo la versión joven del personaje principal interpretado por Zoey Deutch, y apareciendo frente a Judy Greer. Moyer también fue una estrella invitada en la serie de televisión The Handmaid's Tale de Hulu, en el papel de Kiki, apareciendo junto a Elizabeth Moss. También en 2019, fue elegida para interpretar a Sophia, una joven huérfana, en la primera temporada de la serie de televisión When Hope Calls. En 2020, fue elegida para interpretar a Eden Edwards en Children of the Corn. La película se estrenó de forma limitada en octubre de 2020, antes de estrenarse ampliamente en 2023.
En diciembre de 2021, Moyer apareció en la serie de HBO Max Station Eleven, como Haley Butterscotch. En 2022, fue elegida para interpretar a Rose en la película Delia's Gone.

## Filmografía

### Películas
| Año  | Título               | Papel        | Notas         |
| ---- | -------------------- | ------------ | ------------- |
| 2017 | It                   | Esther       | Sin acreditar |
| 2018 | Our House            | Beca         |               |
| 2019 | Buffaloed            | Joven Peg    |               |
| 2019 | Dotage               | Scarlet      |               |
| 2020 | Children of the Corn | Eden Edwards | [ 2 ]         |
| 2022 | Delia's Gone         | Rose         | [ 7 ] [ 8 ]   |

### Televisión
| Año       | Título                   | Papel              | Notas                    |
| --------- | ------------------------ | ------------------ | ------------------------ |
| 2018      | A Christmas in Tennessee | Olivia Brentley    | Película para televisión |
| 2018-2022 | Holly Hobbie             | Heather Hobbie     | 50 episodios             |
| 2019      | The Handmaid's Tale      | Kiki               | 1 episodio               |
| 2019      | When Hope Calls          | Sophia             | 9 episodios              |
| 2021-2022 | Station Eleven           | Haley Butterscotch | 4 episodios              |
| 2022      | Circuit Breakers         | Genesis            | 1 episodio               |

## Premios y nominaciones
En 2019, recibió una nominación al premio Canadian Screen Award como Mejor Actriz de Reparto en la séptima edición de los Canadian Screen Awards por su actuación en la película Our House. En 2020, Moyer fue nuevamente nominada a un premio Canadian Screen Award en la categoría de TV, Mejor actuación en un programa o serie infantil o juvenil, por su interpretación de Heather Hobbie en la temporada 1 de Holly Hobbie.